# Tupinaés
Os tupinaés foram um grupo indígena que habitava, no século XVII, o sul da Bahia e o norte do Espírito Santo. A língua que falavam era o tupi antigo.[carece de fontes?]